# قائمة زملاء الجمعية الملكية المنتخبين في 1662
هذه الصفحة تعرض قائمة زملاء الجمعية الملكية المُنتخبين لعام 1662.

## الزملاء
- إسحاق بارو (1630–1677)
- Sir John Brooke (1635–1691)
- Ralph Cudworth (1617–1688)
- جون جرونت (1620–1674)
- George Lane (1621–1683)
- William Schroter (1640–1699)
- روبرت سبنسر (دبلوماسي) (1640–1702)
- Henry de Vic (ق. 1599–1671)